# Esthétique des échecs
Pour les articles homonymes, voir Esthétique (homonymie).
L'esthétique des échecs, ou la beauté aux échecs est généralement appréciée par les joueurs et les problémistes. Les prix de beauté,, sont attribués à certaines parties lors de certains tournois ainsi que dans le monde des problèmes d'échecs. Il existe beaucoup de livres publiés comportant des problèmes d'échecs ou d'énigmes qui soulignent l'aspect esthétique du jeu,,. L'un des premiers date du IXèmesiècle après J.C. L'esthétique des échecs peut à la fois être une source de plaisir pour l'homme mais aussi d'instruction, sous forme de problèmes ou de parties mettant en scène des idées nouvelles ou anciennes. Un bon problémiste, cependant, n'est pas nécessairement un bon joueur aux échecs.

## Esthétique des parties
Les facteurs qui pourraient amener une partie ou une séquence de coups (également appelée une « combinaison ») à être considérés comme « brillante » par la plupart des joueurs comprennent, entre autres : l'opportunisme, le déguisement, le sacrifice, l'exactitude, la préparation, le paradoxe, l'unité et l'originalité.
- L'opportunisme se réfère à une efficacité d'un coup dans l’achèvement de quelque chose de tangible, comme un échec et mat ou un gain matériel décisif.
- Le déguisement se produit quand un coup joué (généralement un coup clé) n'expose pas la solution immédiatement.
- Le sacrifice se réfère à l'échange d'une pièce plus puissante pour une plus faible, mais il peut aussi signifier l'échange d'autres avantages, comme la mobilité.
- L'exactitude signifie simplement la solution qui marche contre toute défense. (Un plus mais pas toujours possible dans de vraies parties.)
- La préparation signifie que l'esthétique perçue — par exemple, dans une combinaison tactique  particulière — a été réalisée en grande partie lors de la partie stratégique qui la précède[8].
- Le paradoxe fait référence à la gamme de choses qui violent les 'bonnes pratiques' aux échecs, par exemple, l'exposition délibérée de son roi.
- L'unité fait référence à la coopération entre les pièces vers la réalisation d'un objectif spécifique (par exemple, échec et mat, gain ou contrôle matériel).
- L'originalité signifie quelque chose que l'observateur n'a pas vu auparavant, et doit donc compter en grande partie sur l'expérience personnelle.

Les conventions de composition telles que ne pas mettre en échec son adversaire ou de capturer une pièce dès le premier déplacement (à savoir la clé), et l'utilisation de variations pour illustrer un thème particulier (par exemple le zugzwang, le clouage) jouent également un rôle dans l'esthétique du jeu.
Conceptuellement, un « terrain commun » de l'esthétique entre les domaines des parties réelles (par exemple dans un tournoi) et des problèmes peut être établi. Ce sont des caractéristiques de beauté qui s'appliquent aux deux domaines. Des exemples incluent les violations heuristiques, et les sacrifices matériels. Ce terrain d'entente est utile dans les modèles de calcul de l'esthétique d'une partie, car il aide la comparaison de la beauté des compositions (considérées comme plus belles) avec la beauté des parties réelles (considérées comme moins belles). Certains facteurs qui se rapportent uniquement à des parties réelles (par exemple, la pression du temps) ou des problèmes (par exemple, éviter le roque) peuvent être confondus avec l'esthétique du jeu – et peut-être que dans une certaine mesure, cela est justifiable – cependant, ils se trouveraient en dehors du terrain commun décrit ci-dessus.